# Peso per metro corrente
Peso per metro corrente è un'unità di misura utilizzata nel settore trasporti per determinare il limite massimo di carico possibile su un mezzo (in genere carro ferroviario) in relazione alla capacità di sopportarlo della superficie che deve percorrere (in genere linea ferroviaria).
Comunemente si utilizza il termine peso per metro corrente anche se sarebbe più corretto che venisse utilizzata la terminologia più scientifica di "massa per metro corrente".
Per massa per metro corrente si intende la massa del veicolo che insiste su ogni metro di lunghezza occupato dal veicolo stesso. Il calcolo della massa per metro corrente si effettua dividendo la massa totale del mezzo (autocarro ma più comunemente carro ferroviario) per la lunghezza  in metri dello stesso. Nel caso di carro ferroviario non si devono computare i respingenti nel calcolo della lunghezza.
Il valore di massa per metro corrente è importante nel caso di trasporti di grande peso ma di piccole dimensioni caricati su carri di lunghezza limitata. Un carro può mostrare un peso per asse entro limiti accettabili per l'instradamento su una determinata linea ferroviaria, se però gli assi sono molto ravvicinati la massa graverebbe su un breve tratto di binario. Questo può comportare una massa per metro corrente eccedente le capacità della linea.
La massa per metro corrente potrebbe generare non volute eccessive sollecitazioni di punta nel percorrere alcune parti delle linee (ponti o cavalcavia di portata limitata o di antica costruzione, massicciate con armamento obsoleto o soggette a possibilità di movimenti franosi).

## Classificazione delle linee ferroviarie
| Categoria | Massa per asse in tonnellate | Massa per metro corrente in tonnellate |
| --------- | ---------------------------- | -------------------------------------- |
| A         | 16                           | 5,0                                    |
| B1        | 18                           | 5,0                                    |
| B2        | 18                           | 6,4                                    |
| C2        | 20                           | 6,4                                    |
| C3        | 20                           | 7,2                                    |
| C4        | 20                           | 8,0                                    |
| D2        | 22,5                         | 6,4                                    |
| D3        | 22,5                         | 7,2                                    |
| D4        | 22,5                         | 8,0                                    |